# Rolls-Royce Holdings
Rolls-Royce Group plc é uma empresa britânica do ramo de aviação civil e militar, também na área da marina e de sistemas de energia, sendo separada da Rolls-Royce Motor Cars desde 1971. Pode ser considerada "herdeira" tecnológica da tradicional Rolls-Royce, que fabrica automóveis e motores. A Rolls-Royce plc, porém, especializou-se na fabricação de motores e turbinas de diferentes tipos.

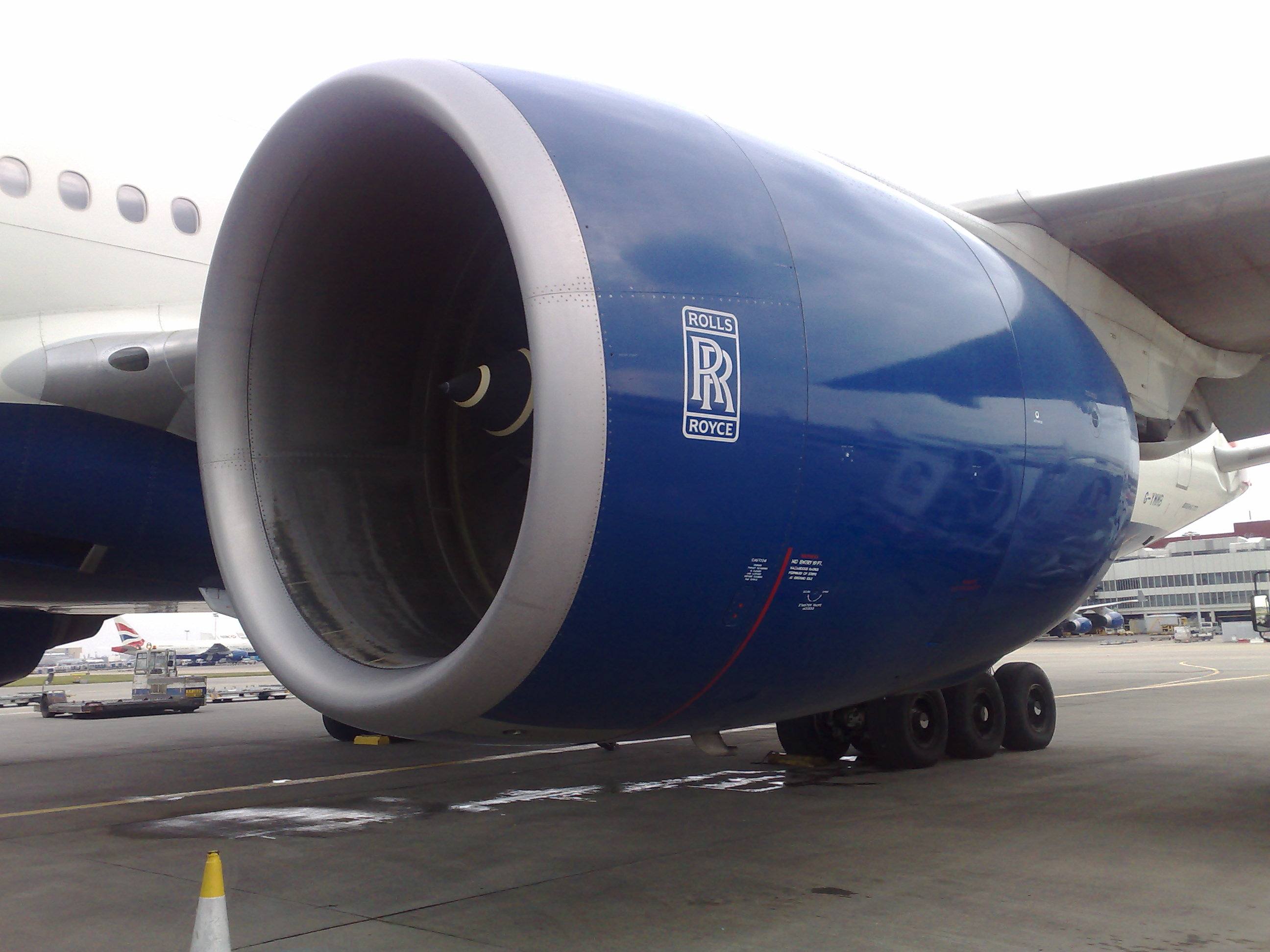
Motor Rolls-Royce Trent em um Boeing 777.

Os motores e turbinas da Rolls-Royce plc são destinadas à aviação civil, aviação militar, à geração de energia elétrica em usinas termoelétricas e nucleares, atividades industriais (compressão) e propulsão de navios e submarinos. Também fabrica células-combustível e baterias, sistemas de automação sendo uma das empresas que mais investe em alta tecnologia nestes setores. É a segunda maior do setor no mundo atrás apenas da gigante General Electric Aviation.
Rolls-Royce tem uma presença crescente no Brasil e tem fortes relações com as principais empresas como a Embraer, TAM, Avianca, e as Forças Armadas. Rolls Royce quer expandir suas operações no Brasil nos setores marinhos e aquisição.